# Mi querida familia

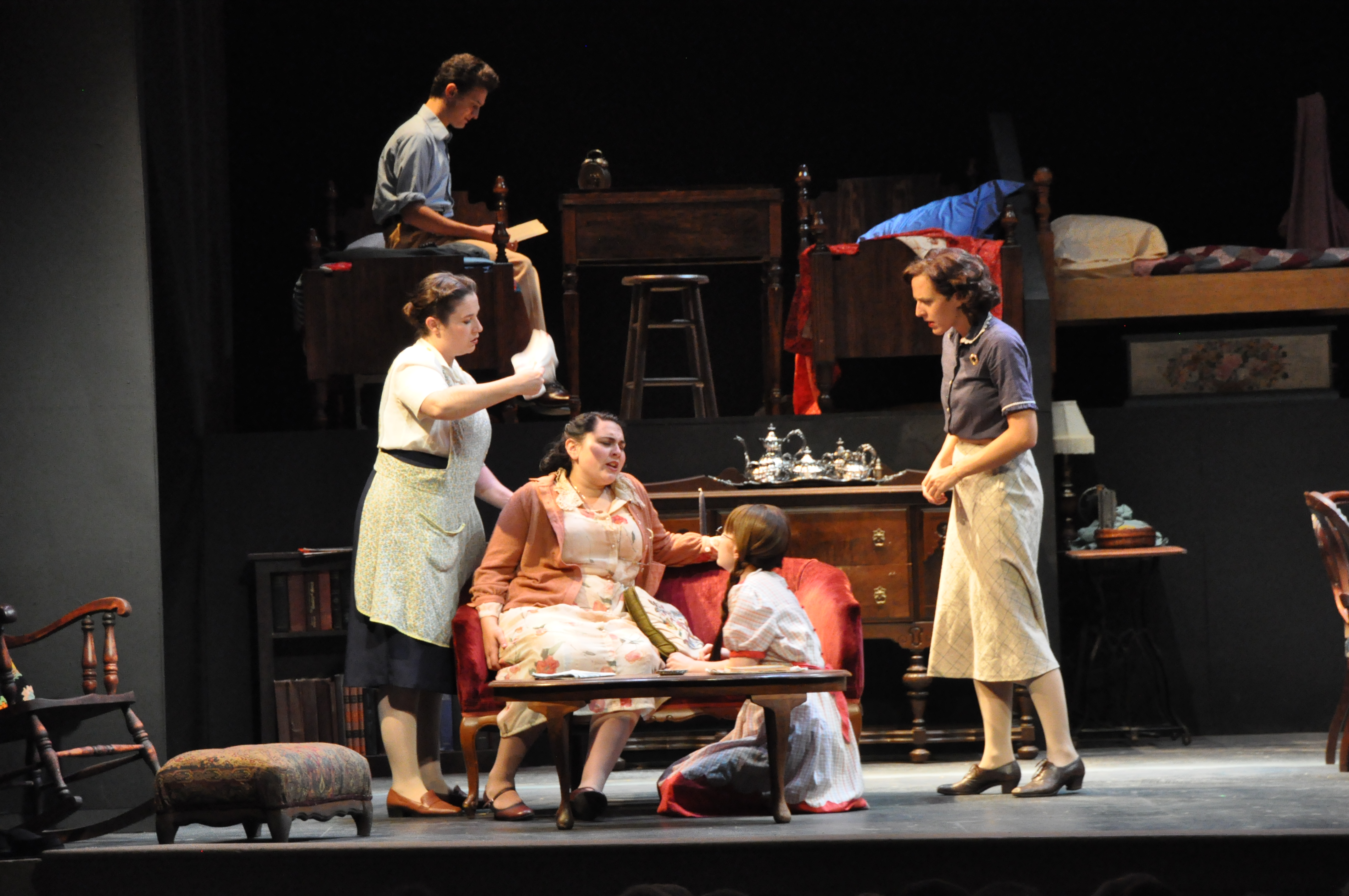
Representación de la obra de teatro

Mi querida familia (Brighton Beach Memoirs en su título original) es una obra de teatro del dramaturgo británico Neil Simon, estrenada en 1982. La obra es la primera de una trilogía centrada en el personaje de Eugene Morris Jerome, y que tuvo su continuación en Biloxi Blues (1984) y Destino Broadway (1988)

## Argumento
Ambientada en 1937, la obra se centra en las vivencias de una familia judía de escasos recursos residente en Brighton Beach (Brooklyn, Nueva York), y especialmente en el personaje de Eugene Jerome, el hijo adolescente en tránsito a la madurez, que convive con sus padres Kate y Jack, su hermano mayor Stanley, su tía Blanche y sus primas Nora y Laurie.

## Representaciones destacadas
- Ahmanson Theatre, Los Ángeles, 10 de diciembre de 1982. Estreno
- Alvin Theatre, Broadway, 27 de marzo de 1983. Con el mismo reparto que en Los Ángeles. Se representaron 1299 funciones durante más de tres años.
  - Dirección: Gene Saks.
  - Intérpretes: Matthew Broderick (Eugene Jerome), Blythe Danner (Kate Jerome), Peter Michael Goetz (Jack Jerome), Joyce Van Patten (Blanche Morton), Željko Ivanek (Stanley Jerome), Mandy Ingber (Laurie Morton), Jodi Thelen (Nora Morton).

- Nederlander Theatre, Broadway, 2009.
  - Dirección: David Cromer.
  - Intérpretes: Laurie Metcalf, Dennis Boutsikaris, Santino Fontana, Jessica Hecht, Grace Bea Lawrence, Noah Robbins, Alexandra Socha .

## La obra en España
Estrenada en 1994 en el Teatro Fígaro de Madrid la adaptación de Juan José Arteche. Contó con la dirección de Ángel García Moreno y la escenografía de José María Fernández Isla y un elenco formado por Nuria Torray, Tina Sáinz, Pedro Civera, David Zarzo, Alejandra Torray, Jesús Molina y Sandra Rodríguez.

## Premios
La obra recibió sendos Premios Tony al mejor director y al mejor actor (Matthew Broderick).